# ガリア・ナルボネンシス

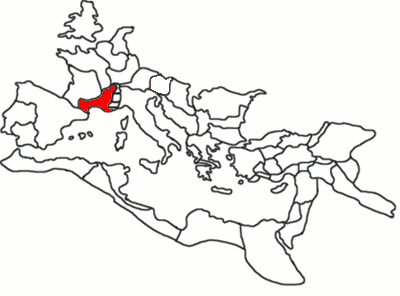
西暦120年のガリア・ナルボネンシス属州

ガリア・ナルボネンシス（ラテン語: Gallia Narbōnēnsis）は、ローマ帝国の属州のひとつ。北東部にガリア・アクィタニア、北西部にガリア・ルグドゥネンシス、西方にヒスパニア・タッラコネンシスの各属州と接していた。現在のフランス南部、ラングドック地方およびプロヴァンス地方に該当する。
ガリア・トランサルピナ（ラテン語: Gallia Transalpina、「アルプスの向こうのガリア」）とも呼ばれ、早くから属州化が進んでいた地域である。元老院に任命されたプロコンスルが統治する元老院属州であった。

## 歴史
紀元前121年にその年の共和政ローマの執政官であったクィントゥス・ファビウス・マクシムス・アッロブロギクスおよび前執政官のグナエウス・ドミティウス・アヘノバルブスによる遠征でこの地が征服されてローマの属州となった。
もともとの名前は「ガリア・トランサルピナ」であり、アルプス山脈を越えないガリア人の住む地域「ガリア・キサルピナ」と区別されて名付けられた。
ローマと隣接し、またヒスパニアとも隣接しているので、戦時は北のガリア人や西のイベリア人からの緩衝国として最適な位置にあった。また平時でもローヌ川を介してのガリア人との交易拠点としても有望な地域でもあった。交易の拠点はマッスィリア（現在のマルセイユ）にあった。
この属州の州都はコロニア・ナルボ・マルティウス（現在のナルボンヌ）に置かれ、属州名も州都の名前にちなんで「ガリア・ナルボネンシス」と名付けられた。
イタリア本土と近いため多くの移民が移り住み、ローマ文化が深く浸透していた。ガイウス・プリニウス・セクンドゥス（大プリニウス）は『博物誌』の中でナルボネンシスの貴族や民衆は洗練されたローマ人として振舞っており、「属州というよりはむしろイタリアである」と評している。

### 西ローマ滅亡後
西ローマ帝国滅亡後、北方のアキテーヌ地方から西ゴート人が侵入、東半分を西ゴート王国の一部として組み込まれた。その後フランク王国の支配下となり、ローヌ川を境に西部が西フランク王国、東部が中部フランク王国に分割される。以降、西半分は現在のラングドック、東半分はプロヴァンス（属州という意味の「プロウィンキア (provincia) 」が語源）地方に分かれていく。
西半分はのちに南東より侵攻するウマイヤ朝および後ウマイヤ朝とフランク王国の接点として北部フランスとはやや異なる言語・文化を持つ地域として発展、キリスト教異端カタリ派の土壌となり、アルビジョワ十字軍により殲滅されるまで半ば独立した文化圏として発達した。現在でもオック語を話す土地の意味の「ラングドック」という名前からその名残りが窺える。